# Peliala munda
Peliala munda är en fjärilsart som beskrevs av W. Warren 1889. Peliala munda ingår i släktet Peliala och familjen nattflyn. Inga underarter finns listade i Catalogue of Life.